# Miss A
miss A（韓語：미쓰에이）是韓國JYP娛樂於2010年推出的四人女子音樂團體，由兩名中國籍成員Fei、Jia以及兩名韓國籍成員Min、Suzy所組成。2010年7月1日推出首張單曲專輯《Bad But Good》，同天於Mnet《M! Countdown》上正式出道。 
團名miss A的「A」具有Asia和Ace雙重含義，希望在各方面擁有「A級」實力並且成為「亞洲」最棒的團體。和其他團體不同的特徵：沒有隊長，成員們表示：「團體裡沒有隊長的氣氛會更好」，官方歌迷的名稱為「say A」。
2016年5月20日，成員Jia與JYP娛樂的合約到期並離開而退出miss A，往後miss A以個人活動為主。
2017年11月9日，成員Min合約到期不續約，離開公司。
2017年12月27日，JYP娛樂宣布團體解散。

## 經歷

### 2003－2010年：練習生時期及成立
四人之中Min最早進入JYP娛樂當練習生，長達七年的練習生生涯練就的舞蹈實力，讓她無論是鎖舞還是機械舞都能很好地表演出来；Fei是2006年年末上學途中被JYP娛樂的工作人員挖掘；Jia透過2007年JYP娛樂的甄選會成功入選；Suzy則是參加2009年Mnet在光州地區舉辦的《Super STAR K》選拔時，工作人員發掘。
JYP娛樂原本預計在2009年推出一個五人女子團體「Sisters」，由Sarah(申惠志)、王霏霏、黃以霏、孟佳及禹惠林組成，到中國參與浙江衛視《越跳越美麗》等節目的錄製，但是並未正式出道，2010年惠林因為頂替Wonder Girls成員宣美的空缺而退出。2010年6月7日有新聞報導「miss A」將於7月份出道，成員有Fei、Jia和Suzy，尚未出道就成為三星Anycall中國地區代言人，同時還演唱廣告歌曲〈Love Again〉。6月23日JYP娛樂正式宣佈7月初miss A會透過子公司AQ娛樂出道，由四名成員組成，除了原來的成員之外還有一名成員Min，同天於Tory Burch開幕儀式上首次以團體形式正式亮相。實際上miss A在4月的時候就已經正式成立，開始為出道做準備。

### 2010年：出道、《Bad But Good》與《Step Up》

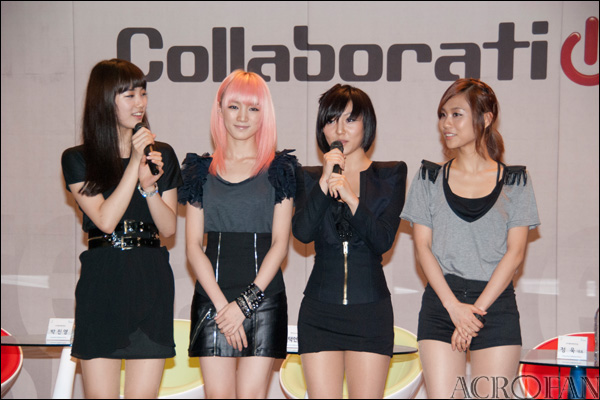
2010年8月19日miss A出席JYP娛樂和NC soft合作簽署儀式

7月1日推出首張單曲專輯《Bad But Good》，同天以主打歌曲〈Bad Girl Good Girl〉在Mnet《M! Countdown》中正式出道。〈Bad Girl Good Girl〉是朴軫永專為miss A打造的一首歌曲，有著歐洲曲風和美國的強烈嘻哈旋律，團體的特色都展現在歌詞裡，朴軫永表示這首歌靈感來自於他的舞蹈老師朋友，因此呈現的概念是穿著簡單但是舞蹈複雜。出道一個禮拜就在韓國多個音源排行榜上位居榜首，7月22日的Mnet《M! Countdown》中以〈Bad Girl Good Girl〉奪得一位，出道僅21天即獲得一位。隨後在7月23日的KBS《音樂銀行》以及8月1日的SBS《人氣歌謠》中都拿到一位。這首歌連續四週占據音源排行榜第一名，出道一個月就打平少女時代〈Oh!〉的紀錄，韓國媒體表示以新人之姿就取得這樣的成績非常罕見。
9月27日發行第二張單曲專輯《Step Up》，主打歌曲〈Breathe〉同樣由朴軫永製作，在牙買加雷鬼音樂旋律中添加嘻哈音樂，配合高難度的舞蹈表演，充滿異國情調和旋律的轉變，呈現與她們首張主打歌曲完全不同的風格，吸引了人們的視線，歌詞內容是描述陷入初戀的少女，和〈Bad Girl Good Girl〉的強勢形象有別。於10月7日的Mnet《M! Countdown》回歸舞台，在10月21日的Mnet《M! Countdown》以〈Breathe〉獲得一位。出道以來的兩張單曲專輯表現不俗，受到同為韓國偶像團體Secret、JYJ、Girl's Day等的關注。
11月22日在北京世貿天階大隱劇院舉辦Showcase，成為出道後最短時間就進軍中國的韓國女子團體，除了表演專輯內的歌曲，還演唱Lady Gaga的〈Poker Face〉。2010年Mnet亞洲音樂大獎於11月28日在澳門舉行，miss A共入圍四項，除如願獲得最佳新人女子團體獎，還以〈Bad Girl Good Girl〉抱走年度最佳歌曲和最佳女子團體舞蹈表演獎，成為繼去年2NE1之後歷來第二支同時奪得新人獎及年度歌曲兩大獎項的女團。12月9日第25屆金唱片獎，miss A獲三項提名，憑〈Bad Girl Good Girl〉拿下數位音源本賞。12月30日四位成員皆和J.Tune娛樂簽署合約，之後J.Tune娛樂和JYP娛樂達成合併，更名為JYP娛樂，miss A同屬於JYP娛樂和AQ娛樂。

### 2011年：《A Class》與正式進軍中國

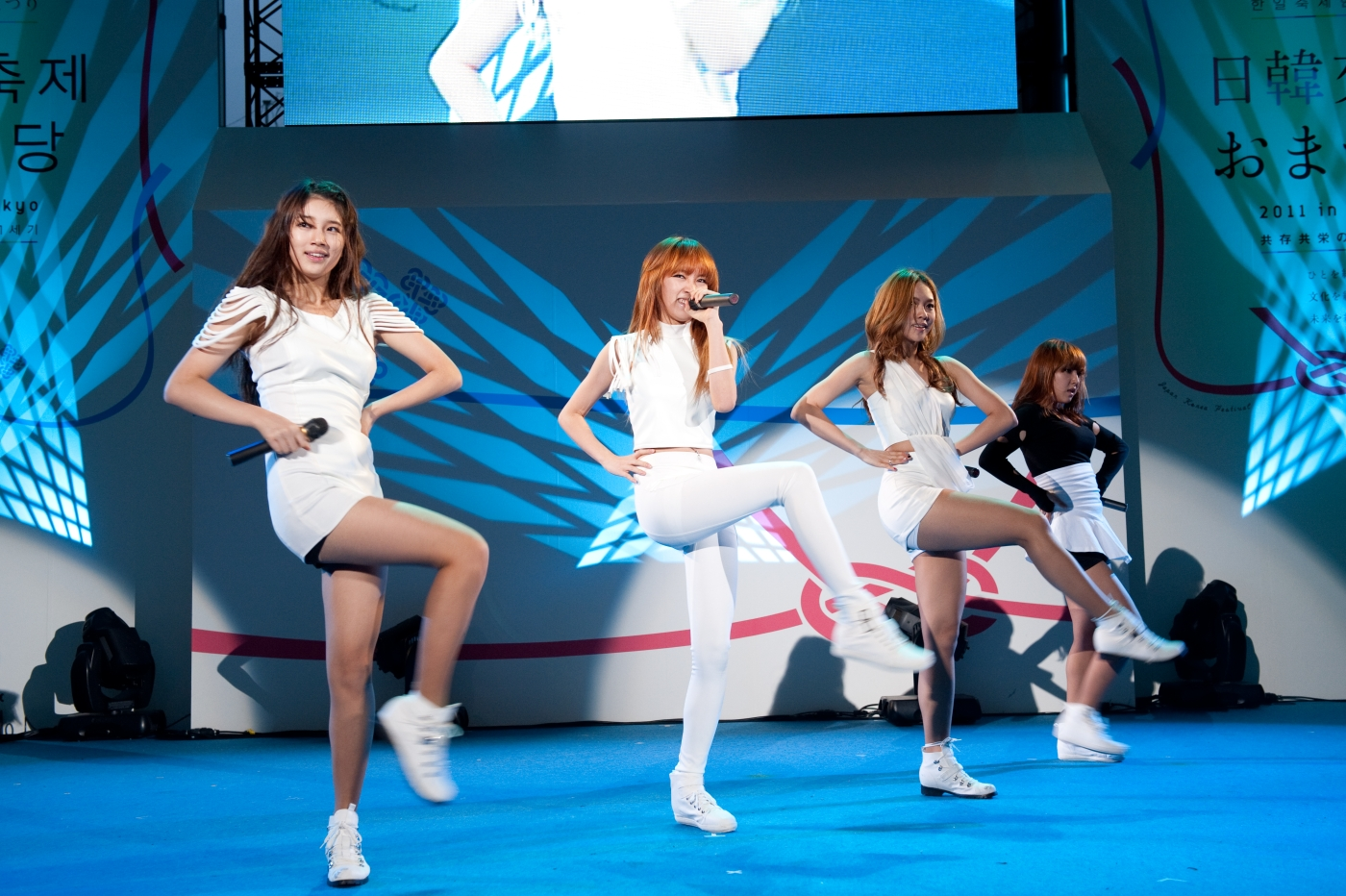
2011年10月2日miss A出席於東京舉行的中韓交流節

4月30日朴軫永在自己的me2day上透露miss A新專輯的歌曲約15分鐘。5月2日公開新專輯歌曲〈Love Alone〉，當天即登上韓國音源排行榜第一名。〈Love Alone〉是一首流行音樂類型的舞曲，由美國音樂製作人Fuego作曲、Ursula Yancy填詞，為了保留歌詞原意而用英文詮釋，舞蹈方面為考量舞台表演，動作會比之前的編舞柔美。5月6日－5月8日在韓國首爾舉行的金妍兒冰舞秀《金妍兒KCC Switzen All That Skate Spring 2011》舞台上表演新曲。5月11日發布〈Love Alone〉的MV，內容即為金妍兒冰舞秀的舞台表演和花絮。專輯原本預計在五月底推出，因為錄製進度延誤而推遲發行。
官方網站在7月11日放出〈Good-bye Baby〉20秒的片段，7月12日起陸續公開Min、Jia、Fei、Suzy的預告，7月18日正式發行首張正規專輯《A Class》，席捲韓國各大音源排行榜。這張專輯的概念是成熟的女性，因此化妝和髮型比以前更加女性化。專輯的主打歌曲〈Good-bye Baby〉由朴軫永譜曲及作詞，描述女生發現男朋友花心之後就果敢的放手，為表現遭到背叛後的憤怒情緒，整首歌以強烈的嘻哈節奏搭配鼓聲，朴軫永認為這是miss A至今最出色的作品。歌詞裡出現Suzy的名字引發熱議，成員們表示剛開始的確覺得很奇怪，反覆聽之後覺得很適合，而這個名字在韓國很常見，所以除了增添趣味性也有代表眾多女性的意味。這首歌曲的編舞歷時兩個多月才完成，延續強勁的舞蹈風格，開頭就有成員們躺在地上伸直雙腿的動作。〈Good-bye Baby〉的MV和演員金男珍合作，為Youtube在7月20日裡觀看次數第三名的影片。7月21日以椅子舞作為開場，在《M! Countdown》中回歸舞台，之後憑〈Good-bye Baby〉分別在7月28日的《M! Countdown》、7月29日的《音樂銀行》和7月31日的《人氣歌謠》中拿到一位。
10月4日發行《A Class》亞洲豪華獨占盤，額外收錄〈Bad Girl Good Girl〉、〈Breathe〉、〈Love Again〉及〈Good-bye Baby〉的中文版本歌曲。10月19日－10月21日第二度到訪台灣，上次只出席大韓流台灣演唱會，這次正式在台灣展開活動。11月10日公開為推廣韓國觀光而拍攝的互動式電影《你好》。11月17日在北京舉行首張正規專輯發表會，正式進軍中國。11月26日參與在高雄舉辦的《2011大韓流大高雄》演唱會，Min因為頸部受傷而缺席，演唱會結束後前往新加坡參加第13屆Mnet亞洲音樂大獎頒獎典禮，以〈Good-bye Baby〉獲得最佳女子團體舞蹈表演獎。

### 2012年：《Touch》與《Independent Women pt.Ⅲ》

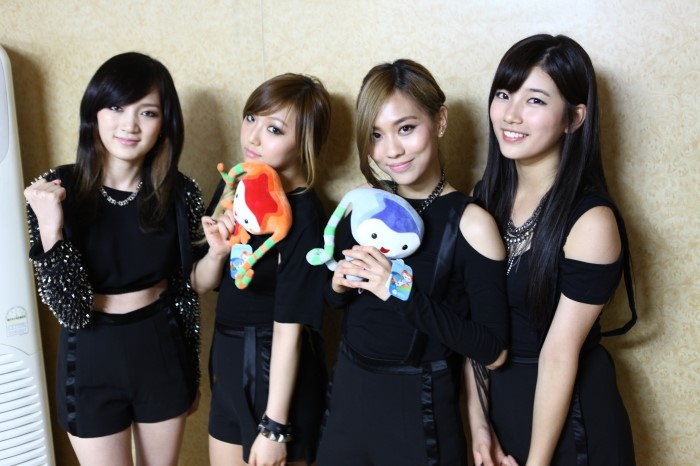
2012年7月5日miss A參加麗水世界博覽會K-POP公演

2月5日官方Cafe宣布miss A會在2月底回歸，2月13日發布專輯概念照，臉上悲傷的表情搭配繃帶服裝引起討論，成員們表示繃帶服裝是代表包覆著受傷的心，對於出現過於煽情的言論，經紀公司希望大家能關注在音樂概念上。2月14日開始陸續公開Suzy、Jia、Fei、Min的預告，專輯推出前夕，朴軫永在推特透漏一段〈Touch〉的歌詞，讓相同經歷的人產生共鳴。首張迷你專輯《Touch》在2月20日正式發行，隨即攻佔韓國各個音源排行榜第一名。〈Touch〉的詞曲為朴軫永所製作，描述因愛而受到傷害，又漸漸從心痛中開始一段新的愛情。這次舞蹈由Jonte' Moaning編舞，沒有強勁的動作，改為著重在手指等細節部分的動作，打破以往的強勢形象。為了呼應在傷痛中綻放的愛情，專輯概念選用玫瑰作為主題，意味著愛情如同玫瑰般鮮豔和神秘，卻令人刺痛。2月23日在Mnet的《M! Countdown》中回歸舞台，之後分別在2月28日MBC Music的《Show Champion》、3月1日的《M! Countdown》、3月4日的《人氣歌謠》、3月6日的《Show Champion》和3月7日JTBC的《Music On Top》節目中獲得一位。
3月23日推出《Touch》亞洲獨占盤，收錄中文版本的〈Touch〉。6月23日獲邀擔任台灣第23屆金曲獎的表演嘉賓，Suzy因為拍攝《Big》無法同行，由其餘三名成員演唱中文版本的〈Good-bye Baby〉和〈Touch〉。
10月8日官方網站公布新專輯《Independent Women pt.Ⅲ》的封面，10月10日、11日分別公開Fei、Min和Jia、Suzy的專輯概念照片，10月12日在Youtube放上〈I don't need a man〉的MV預告，10月15日正式發行第二張迷你專輯《Independent Women pt.Ⅲ》，專輯名稱是向發表過〈Independent Women Part 1〉和〈Independent Women Part 2〉的天命真女致敬。主打歌曲〈I don't need a man〉由朴軫永譜曲及填詞，靈感即來自於天命真女的〈Independent Women〉，描述在生活上不依靠父母或男人的年輕女性，質疑現實社會中不靠自己努力而獲得金錢的方式。這次的舞蹈配合曲風會較為輕快，以中性造型展現歌曲裡獨立自主的自信形象。10月18日於Mnet的《M! Countdown》中如期回歸舞台。

### 2013－2014年：《Hush》與亞洲巡迴演唱會

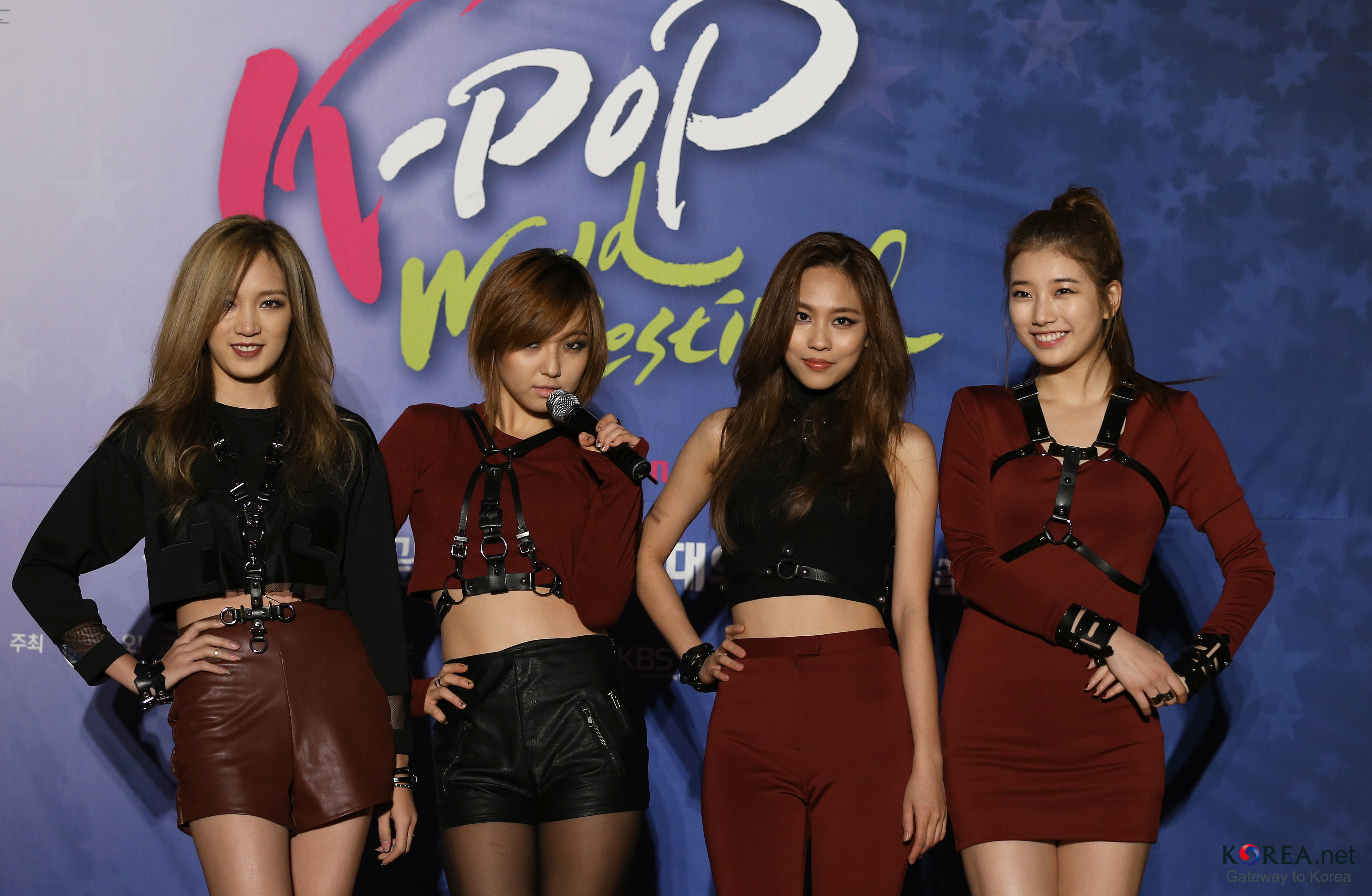
2013年10月20日miss A參加K-POP World Festival

2013年10月30日JYP娛樂宣布miss A將於11月回歸，陸續公布Min、Suzy、Jia、Fei概念照，11月3日公開〈HUSH〉預告。11月6日正式推出正規二輯《HUSH》，同名的主打歌曲〈HUSH〉由E-Trib作詞及作曲，首次主打歌曲不是朴軫永的作品，但是朴軫永極為推薦的歌曲，這首歌曲的樣本唱片其實比〈I don't need a man〉更早出現，經過多次編曲之後才被採用，歌詞在描述戀人之間的親吻，以鋼管舞蹈來展現令人興奮地親吻。11月7日於Mnet的音樂節目《M! Countdown》中回歸，並以主打歌〈HUSH〉於11月17日的《人氣歌謠》、11月21日的《M! Countdown》和11月22日的《Music Bank》中獲得一位。12月23日〈HUSH〉被告示牌評選為《2013年韓國流行音樂最佳20首歌曲》中的第16名。12月27日在KBS歌謠大慶典表演〈HUSH〉，重新改編原曲，呈現與以往不同的表演舞台，為該節目當天的最高收視率13.8%。12月9日JYP娛樂子公司AQ娛樂結束營運，往後miss A僅隸屬於JYP娛樂。
2014年1月25日於香港亞洲國際博覽館舉辦首次單獨演唱會，拉開第一次亞洲巡迴演唱會《FANS PARTY》序幕，4月12日舉辦第二場於北京，Suzy在演唱中不慎跌傷，仍然表演到演唱會結束。2014年2月12日以〈Hush〉獲得第三屆Gaon Chart K-POP大獎11月音源部門年度歌手獎。3月15日MBC《C-RADIO 偶像本色》正式播出，Fei和Jia第一次主持廣播節目，和周覓共同主持，為可視的互動訪談廣播節目。6月3日JYP娛樂宣布將舉行家族演唱會《ONE MIC》，分別在首爾、香港、日本和泰國演出，miss A皆會出席。

### 2015年－2017年：《Colors》、成員變動和個人發展、團體解散
2015年3月17日首次推出實境節目《Real miss A》。3月18日JYP娛樂釋出《Colors》專輯概念照，之後陸續發表Fei、Jia、Min、Suzy的宣傳照和預告影片，3月30日公開音源及〈Only You〉的MV，3月31日發行實體專輯。主打歌曲〈Only You〉由黑眼必勝譜曲及作詞，描述對愛情展現積極的女生，編舞再次由Jonte' Moaning操刀，動作方面看似容易，實際上跳會覺得不簡單，特別是踩節奏的部分。〈I Caught Ya〉和〈Stuck〉分別由Suzy及Min填詞，是Min和Suzy首次嘗試作詞。公開音源的第二天下午，以〈Only You〉All Kill各大音源榜，晚上更達成Perfect All Kill，成為2014年以來首個完成Perfect All Kill的偶像團體，這也是miss A第二首達到Perfect All Kill的歌曲。4月5日再度Perfect All Kill兩次，第一週的音源結算突破5萬分。5月22日發行《Colors》台壓版，特別收錄三首中文歌曲，其中〈I Caught Ya〉與〈著迷〉由Fei填詞。〈Only You〉的MV在2015年Youtube韓國流行音樂觀看次數排行中排名第八，在美國告示牌評選的2015年韓國流行音樂最佳二十首歌曲中，名列第10。
2016年2月17日以〈Only You〉獲得第五屆Gaon Chart K-POP大獎4月音源部門年度歌手獎。5月20日JYP娛樂表示Fei與Jia的合約到期，已和Fei完成續約，而Jia選擇不續約，退出miss A。
6月22日，JYP確認Fei正在準備solo專輯，預計夏季出道。在7月21日韓國時間0時公開音源。
2017年11月9日，成員Min合約到期不續約，離開公司。2017年12月27日，JYP娛樂高層確認miss A正式解散。

## 成員
| Fei  | 王霏霏 | 1987年4月27日 · 中国海南省海口市       | 主唱             |
| Jia  | 孟佳   | 1990年2月3日 · 中国湖南省婁底市        | 主領舞、主Rapper |
| Min  | 李玟暎 | 1991年6月21日 · 首爾特別市城東區金湖洞 | 主領舞、领唱     |
| Suzy | 裴秀智 | 1994年10月10日 · 光州廣域市北區        | 忙內、門面       |

## 音樂作品
| - Bad But Good（2010年7月1日） - Step Up（2010年9月27日） - Touch（2012年2月20日） - Independent Women pt.Ⅲ（2012年10月16日） - Colors（2015年3月30日） - A Class（2011年7月18日） - Hush（2013年11月6日） | - This Christmas（2010年12月1日，JYP Nation聖誕特別單曲） - Win the Day（2012年7月5日，2012年倫敦奧運會應援歌曲） - Fly High（2012年9月12日，勵志歌曲） |

## 演唱會
- Show Case（2010－2013年）
- FANS PARTY亞洲巡迴演唱會（2014年）
- JYP Nation（2010-2012,2014,2016年）

## 出演作品
2011年為推廣韓國的觀光而拍攝互動式電影《你好》。2011年Fei、Jia和Min在Suzy主演的電視劇Dream High中客串演出，2012年全體成員以miss A在電視劇Dream High 2中客串演出。

## 宣傳大使
- 世界人日宣傳大使[87]和韓國旅遊局宣傳大使[88]（2011年）
- 皮影展宣傳大使（2013年）－Fei和Jia擔任[89]

## 獎項與榮譽
從2010年出道至今，miss A獲得過韓國金唱片獎、首爾音樂獎、Mnet亞洲音樂大獎、韓國音樂大獎、甜瓜音樂獎、Gaon Chart K-POP大獎等多項大獎，其中還拿下只有一次機會的最佳新人女子團體獎。2013年Miss A首次打入韓國福布斯名人榜，排名为第17名，在韓國五個主要的音樂節目上也拿過多次一位。

### 韓國主要音樂節目排行榜
| 排行榜最高名次 | 排行榜最高名次                                                               | 排行榜最高名次        | 排行榜最高名次      | 排行榜最高名次         | 排行榜最高名次   | 排行榜最高名次              | 排行榜最高名次    | 排行榜最高名次 | 排行榜最高名次 |
| 專輯 | 歌曲                                                                         | Mnet 《M! Countdown》 | KBS2 《Music Bank》 | MBC 《Show! 音樂中心》 | SBS 《人氣歌謠》 | MBC Music 《Show Champion》 | 備註              |                |                |
| 2010年 | 2010年                                                                       | 2010年                | 2010年              | 2010年                 | 2010年           | 2010年                      | 2010年            | 2010年         | 2010年         |
| --- | ---------------------------------------------------------------------------- | --------------------- | ------------------- | ---------------------- | ---------------- | --------------------------- | ----------------- | -------------- | -------------- |
| Bad But Good | Bad Girl Good Girl                                                           | 1                     | 1                   | 1                      | 1                | /                           | 出道 四台冠军歌曲 |                |                |
| Step Up | Breathe                                                                      | 1                     | 4                   | 3                      | TAKE7            | /                           |                   |                |                |
| 2011年 |                                                                              |                       |                     |                        |                  |                             |                   |                |                |
| A Class | Good-bye Baby                                                                | 1                     | 1                   | 1                      | 1                | /                           | 四台冠军歌曲      |                |                |
| 2012年 |                                                                              |                       |                     |                        |                  |                             |                   |                |                |
| Touch | Touch                                                                        | 1                     | 2                   | 2                      | 1                | (1)                         | 三台冠军歌曲      |                |                |
| Independent Women Part III | I don't need a man                                                           | 2                     | 3                   | 2                      | /                | /                           |                   |                |                |
| 2013年 |                                                                              |                       |                     |                        |                  |                             |                   |                |                |
| Hush | Hush                                                                         | 1                     | 1                   | 3                      | 1                | 2                           | 三台冠军歌曲      |                |                |
| 2015年 |                                                                              |                       |                     |                        |                  |                             |                   |                |                |
| Colors | Only You                                                                     | 2                     | 2                   | 2                      | 2                | 2                           |                   |                |                |
| \| - 「/」表示未有相關資料 - 「 (1) 」：兩星期冠軍 \| - 「*」：打榜中 - 取得《M! Countdown》及《人氣歌謠》三週一位後，排名自動除外 \| |                                                                              |                       |                     |                        |                  |                             |                   |                |                |
| - 「/」表示未有相關資料 - 「 (1) 」：兩星期冠軍                                                                                       | - 「*」：打榜中 - 取得《M! Countdown》及《人氣歌謠》三週一位後，排名自動除外 |                       |                     |                        |                  |                             |                   |                |                |

| 各台冠軍歌曲獎座統計             | 各台冠軍歌曲獎座統計 | 各台冠軍歌曲獎座統計 | 各台冠軍歌曲獎座統計 | 各台冠軍歌曲獎座統計 | 各台冠軍歌曲獎座統計 |
| -------------------------------- | -------------------- | -------------------- | -------------------- | -------------------- | -------------------- |
| Mnet                             | KBS                  | MBC                  | SBS                  | MBC Music            |                      |
| 5                                | 3                    | 2                    | 4                    | 2                    |                      |
| 一位總數：16 三台冠軍歌曲總數：4 |                      |                      |                      |                      |                      |